# Saxifraga ferdinandi-coburgi
Saxifraga ferdinandi-coburgi là một loài thực vật có hoa trong họ Saxifragaceae. Loài này được Kellerer & Sünd. miêu tả khoa học đầu tiên năm 1901.